# Inventaire national du patrimoine naturel
L’Inventaire national du patrimoine naturel (INPN) est un portail de diffusion de la connaissance sur la biodiversité française administré par le Muséum national d'histoire Naturelle et l'Office français de la biodiversité. Il gère et diffuse en ligne des informations sur le patrimoine naturel terrestre et marin (espèces animales, végétales, fongiques et microbiennes actuelles et anciennes, habitats naturels, espaces protégés et géologie) en France métropolitaine et en outre-mer.
Les données proviennent du Système d'information de l'inventaire du patrimoine naturel et de l'ensemble des réseaux scientifiques associés. L'INPN consolide et diffuse des informations de type référentiel, des cartographies, des tendances temporelles et des évaluations (par exemple les statuts Liste rouge).  L'unité PatriNat organise leur gestion, leur validation et leur diffusion. Cet inventaire est l’aboutissement d’un travail associant scientifiques, collectivités territoriales, naturalistes et associations de protection de la nature en vue d’établir une synthèse régulièrement mise à jour de l'état et des tendances du patrimoine naturel en France.
Pour gérer cette importante source d’informations, le Muséum a construit des bases de données permettant d’unifier les données par l’utilisation de référentiels taxonomiques (TAXREF), géographiques et administratifs. Grâce à ces systèmes de référence, il est possible de produire des synthèses et analyses, comme des listes d'espèces par commune et par espace protégé.
Dans le cadre de la convention d'Aarhus et de la Directive INSPIRE qui visent à offrir à tous un large accès aux données environnementales, le Système d’Information de l'inventaire du patrimoine naturel (SINP) organise au niveau national des données et compétences autrefois éparpillées en métropole et en outre-mer, tant pour les aspects terrestres que marins.
Cet inventaire fait partie du service public d'information sur la biodiversité, NatureFrance. Il est mis à la disposition du public et du commissaire enquêteur ou de la commission d'enquête lors d'une enquête d'utilité publique concernant des ouvrages d'arts ou des projets concernés par le champ de cet inventaire. Il est communiqué, à leur demande, aux associations départementales agréées de protection de l'environnement concernées.
Les conservatoires botaniques nationaux font partie des principaux contributeurs. Ils comptent parmi leurs missions prioritaires, l'inventaire de la flore et des habitats naturels et semi-naturels sur un territoire comprenant plusieurs départements.

## Histoire de l'inventaire national du patrimoine naturel
En 2002, l'inventaire national du patrimoine naturel est institué en France pour dresser l'inventaire des richesses écologiques, faunistiques, floristiques, géologiques, minéralogiques et paléontologiques. Ces inventaires sont conduits sous la responsabilité scientifique du Muséum national d'histoire naturelle (Article 109 de la loi no 2002-276 du 27 février 2002 relative à la démocratie de proximité, formant l'article L. 411-5 du code de l'environnement).
L’inventaire des sites clés pour la biodiversité (ZNIEFF), validés scientifiquement dans chaque région par le conseil scientifique régional du patrimoine naturel (CSRPN), constitue un des piliers à l'origine de cet inventaire du patrimoine naturel. Cet inventaire des ZNIEFF est désormais mis à jour en continue et consultable en ligne. Les atlas de distribution forment également le socle des données au lancement de l'INPN.
En 2005, le site internet de l'INPN est lancé par le Muséum. Il comprend alors 6,4 millions de données sur les espèces françaises.
En 2010, deux composantes nouvelles lui ont été ajoutées :
- inventaire archéozoologique de France ;
- inventaire archéobotanique de France.

En 2011, mis en place d'un comité d'orientation, composé les producteurs et des utilisateurs des connaissances sur le patrimoine naturel. Ce comité sera actif jusqu'en 2019 puis remplacé par plusieurs comités de gouvernance du SINP.
En 2012, une convention tripartite de partenariat lie le Ministère de l'écologie, du développement durable et de l'énergie (MEDDE), le MNHN et la FCBN. Dans ce cadre de mutualisation de compétences, le réseau des Conservatoires botaniques nationaux valide scientifiquement les données nouvelles avant de les envoyer au MNHN.
En 2013, l'INPN a reçu de la Fédération des conservatoires botaniques nationaux (FCBN) un grand nombre de données provenant du Livre rouge de la flore menacée de France et relatives aux plantes messicoles.
Mi-2015, la fédération a transmis à l'INPN un nouveau lot de plus de 21 millions de données, données qui comprennent aussi des éléments sur la fonge (champignons et par extension lichens) du territoire métropolitain (île de La Réunion et métropole, hors Alsace et Lorraine). L'INPN diffuse ces données vers le Global Biodiversity Information Facility (GBIF) pour une utilisation mondiale.
En 2017, les premières données relatives à l'Inventaire National du Patrimoine Géologique ont été mises à disposition.
En 2019, l'INPN intègre les données produites dans le cadre des études d'impacts et autre études réglementaires (dépôt légal des données de biodiversité)
En 2020, ajout d'une fonction permettant de télécharger les données précises d'observation des espèces (OpenObs).
En 2022, un module d'indicateurs sur les aires protégées est ajouté.

## Principales rubriques de l’inventaire
- Bulletin sur l’état de la biodiversité en France métropolitaine et outre-mer (chiffres-clés, indicateurs)
- Informations sur les inventaires de biodiversité et géodiversité : espèces, espaces, habitats, histoire et archéologie, patrimoine géologique
- Base de connaissance sur les espèces et habitats : Informations détaillées sur la répartition des plantes, champignons et des animaux, information sur les habitats, textes réglementaires…
- Ressources téléchargeables (référentiel taxonomique, référentiel des habitats, espèces réglementées, espaces protégés, la base Natura 2000, ZNIEFF, guides méthodologiques)
- Collectivités territoriales : toutes les données concernant les régions, les départements ou les communes
- Référencement des organismes partenaires et mise en avant de leurs activités

## Aspects innovants
- Première base de données française structurée sur le patrimoine naturel national consultable en ligne ;
- Première base de données réunissant données actuelles et données archéozoologiques (cf. inventaire archéozoologique de France et inventaire archéobotanique de France)[4] ;
- Démarche originale de mutualisation des informations provenant de sources diverses (du naturaliste aux ONG internationales, de l’inventaire local aux collections des muséums du monde entier) ;
- Traitement complet et synthétique de l’outre-mer français, avec une gestion articulée des spécificités (référentiels taxonomiques et géographiques, données administratives) ;
- Développement d’outils pour l’analyse et les synthèses (enveloppes écologiques, points chauds, etc.) ;
- Traçabilité des informations : qui a récolté, déterminé, quels organismes sont impliqués ;
- Gestion d’accès personnalisés aux données sensibles ;
- Téléchargement libre de référentiels facilitant le dialogue des données entre partenaires ;
- Depuis 2020, téléchargement des données d'observation d'espèces sur OpenObs ;
- Traitement de plus en plus élaboré de l’information, du terrain à la mise en ligne, pour encourager l'observation naturaliste, simplifier le travail des spécialistes, apporter rigueur et précision grâce aux nouveaux outils technologiques (CardObs, « Carnet d’observations ») ;
- Base de données « api-environnementale » (réseau Bee-Secured) ;
- Accès aux statuts de conservation (Liste rouge, évaluation directive Habitats) des espèces et des habitats.

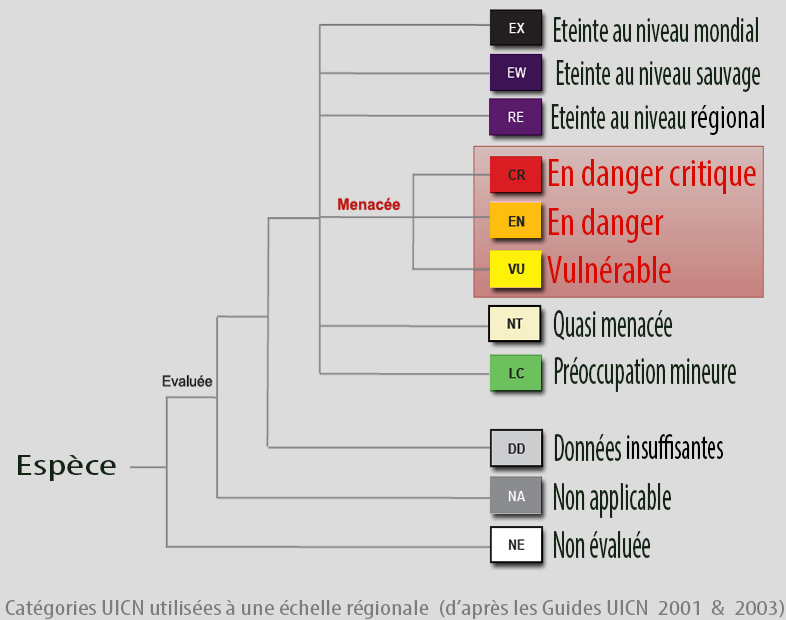
Les catégories de risque de la Liste rouge des écosystèmes de l'UICN (aussi utilisé par l' INPN)

## Administration et principaux partenaires
Depuis 2011, un Comité d'orientation de l'Inventaire National du Patrimoine Naturel (INPN) associe de nombreux partenaires dont :
- Ministère de l'Écologie, du Développement durable et de l'Énergie
- Ministère de l'Enseignement supérieur et de la Recherche
- Ministère de l'Intérieur, de l'outre-mer et des collectivités territoriales
- IFRECOR
- CNRS
- IRD
- Fédération des conservatoires botaniques nationaux (FCBN)

Sites partenaires :
- Vigie-Nature, programme de sciences participatives[11]
- Géoportail, portail des territoires et des citoyens[12]
- SINP, Système d'information sur la nature et les paysages[13]
- ONB, Observatoire national de la biodiversité[14]